# Stranger by the Minute
Stranger by the Minute è un singolo del gruppo musicale britannico Porcupine Tree, pubblicato nell'ottobre 1999 come secondo estratto dal quinto album in studio Stupid Dream.

## Descrizione
Al pari del precedente singolo, anche questo è stato commercializzato sia su CD che su 7", entrambi contenenti b-side differenti. Il primo presenta infatti Even Less (Part 2) e il video di Piano Lessons, mentre il secondo contiene Hallogallo, originariamente apparso nella cassetta promozionale Insignificance e in seguito nell'edizione speciale di Signify.

## Video musicale
Il video è stato diretto da Mark Bennion.

## Tracce
Testi e musiche di Steven Wilson, eccetto dove indicato.
CD
1. Stranger by the Minute (Edit) – 3:44
2. Even Less (Part 2) – 7:20
3. Piano Lessons (Directed by Mike Bennion) – 3:30 – video

7"
- Lato A

1. Stranger by the Minute (Edit) – 3:44

- Lato B

1. Hallogallo – 4:03 (Michael Rother, Klaus Dinger) – originariamente interpretata dai Neu!

## Formazione
Hanno partecipato alle registrazioni, secondo le note di copertina di Stupid Dream:
Gruppo
- Richard Barbieri – sintetizzatore analogico, organo Hammond, mellotron
- Colin Edwin – basso
- Chris Maitland – batteria, percussioni, cori
- Steven Wilson – voce, chitarra, pianoforte, campionatore, arrangiamento strumenti ad arco, basso

Altri musicisti
- East of England Orchestra – strumenti ad arco
- Nicholas Kok – direzione orchestra
- Chris Thorpe – arrangiamento strumenti ad arco

Produzione
- Steven Wilson – produzione, missaggio
- Elliot Ness – registrazione (Foel Studio)
- Chris Thorpe – registrazione (Cedar Arts Center)

## Classifiche
| Classifica (1999) | Posizione massima |
| ----------------- | ----------------- |
| Regno Unito       | 138               |